# Гиперреализм в СССР
Гиперреализм — термин, относящийся к течению в искусстве 1970-х годов (преимущественно к живописи и скульптуре), также предлагались названия «фотореализм», «суперреализм», «резкофокусный реализм». Течение зародилось в США. Гиперреализм характеризовался стремлением к копированию фотографии, тщательным вниманием к деталям, беспристрастным подходом к изображению, повседневными сюжетами. «Художники-гиперреалисты разрушали традиционную оппозицию реальности и иллюзии. Применяя фотопроекцию и работая со слайдами, они сверхнатуралистически воспроизводили объект, в результате чего произведение становилось как бы сфотографированным изображением или изображенной фотографией. Гиперреализм создает нечто существующее над реализмом, представляет статичную оболочку действительности, как в сюрреализме».

## Развитие течения в СССР
Распространившись по Европе, гиперреализм попал в Советский Союз через страны Прибалтики. В конце 60-х возникла группа гиперреалистов в Таллине, в конце 70-х в Тарту, а в 80-е, время самого активного развития в СССР гиперреализма, когда были наиболее значительные выставки, сформировалась и известная московская «Группа „6“» (которые называли себя «гиперами»). Вслед за Эстонией гиперреализм проник также в Украину, Армению, Киргизию.
Помимо возникновения групп гиперреалистов, многие отдельные художники также пробовали свои силы в гиперреалистичной технике, например, концептуалист Эрик Булатов.
В советской традиции гиперреализма темой картин зачастую становились заведомо «скучные», бытовые мотивы. Благодаря отстраненности в фиксировании предметов художники достигают «сверхобъективности» изображения, а искусство перестает давать оценку той реальности, которую создает.
Среди представителей гиперреализма в СССР можно назвать Семёна Файбисовича, Александра Петрова, Георгия Кичигина, Николая Белянова, Сергея Шерстюка, Сергея Гету, Сергея Базилева, Андрея Волкова, Ольгу Гречину, Яана Элькена, Витаса Лукаса, Лемминга Нагеля, Миервальдиса Полиса и других.
Кристина Моранди считает, что «формально советские гиперреалисты взяли на вооружение весь арсенал американских пионеров этого стиля. Но отличия носят концептуальный характер. Если у американцев практически нет социальной и политической повестки, то художники в России, Эстонии, Латвии своими вещами заявляли очевидное несогласие с официальным дискурсом. Оно, конечно, не носит характер открытой декларации протеста, будучи растворено в кажущемся безразличии и объективизме. Чем, кстати, советский гиперреализм отличается от синхронного по времени соц-арта, насквозь пропитанного иронией и сарказмом». Молодых художников привлекала возможность соединить виртуозную технику с реалистической документальностью, поощряемой советской эстетикой. Эстонские художники отдавали предпочтение романтике путешествий, спорта; в то же время московские художники стремились усилить эффект неожиданности взгляда на реальную городскую жизнь: так, Андрей Волков обращал внимание на поэтическую игру света в городских окнах, Александр Петров — на контраст индустриальных и человеческих отношений, Евгений Амаспюр — на символы советского неблагополучия.
Для многих художников советского времени гиперреализм стал лишь временным этапом, после которого они продолжили свои художественные искания в других направлениях современного искусства — от концептуализма до соц-арта.